# 村田修一
村田 修一（むらた しゅういち、1980年12月28日 - ）は、福岡県糟屋郡篠栗町出身の元プロ野球選手（内野手、右投右打）、プロ野球コーチ。所属事務所はライツ。

## 経歴

### プロ入り前
小学校時代は軟式野球チーム「勢門ベアーズ」に所属し、中学校時代は粕屋町のボーイズリーグ「粕屋フェニックス」に所属。中学時代からエースで3番か4番を打っていた。教師をしていた母が野球だけでなく感性を磨くことや勉強をすることも重要だと考え、中学までピアノを習い、学校の成績はオール5と習い事や勉強にも真剣に取り組んだ。高校は野球が強く勉強ができる環境だと勧められ、東福岡高等学校に進学する。
東福岡高校時代は投手として3年の春夏に甲子園出場。春のセンバツでは横浜高校の松坂大輔と投げ合って三回戦敗退、夏の甲子園は古木克明を擁する豊田大谷高校に敗れて初戦敗退だった。高校通算30本塁打。また、第3回AAAアジア野球選手権大会では中村順司が率いる日本代表に選ばれ、最優秀防御率（0.00）を記録し優勝に貢献した。
日本大学進学後、硬式野球部に入部。「投手としては松坂には勝てない。打者で一番になろう」と考え野手へ転向した。高校時代からプロのスカウトからも打者としての評価が高く、大学で打撃と守備を磨きプロを目指そうと考えていた。日大の同期には館山昌平、堤内健、大野隆治がおり、特に大野とは高校・大学ともに同僚で、特に高校時代はバッテリーを組んでいた。大学時代は3年秋に、井口資仁（青学大）と並ぶ1シーズン8本塁打を記録し、通算20本塁打（亜大の大橋穣と並び歴代2位タイ）を放つなどした。リーグ通算104試合出場、374打数103安打打率.275、20本塁打、70打点、ベストナイン4回。
2002年のドラフト会議において横浜ベイスターズに自由獲得枠で入団。なお、同期には高校の後輩である吉村裕基がいる。

### 横浜時代
2003年、開幕戦の3月28日の阪神タイガース戦（横浜スタジアム）で9回に古木克明に代わり三塁手として守備に入りプロ初出場。4月1日の読売ジャイアンツ戦（東京ドーム）で7番・二塁手として初先発出場し、桑田真澄から初打席で初安打を記録すると、翌2日には高橋尚成からプロ初本塁打を記録した。本職は三塁手だったが同じ守備位置に古木がいたため、シーズン序盤は二塁手に挑戦した。6月までは古木が三塁、村田が二塁を守ったが、村田は打撃不振により7月から二軍に降格し、9月に再昇格すると月間10本塁打（新人最多記録）を放つなど活躍を見せ、最終的には三塁のポジションを奪った。しかし、9月28日のヤクルトスワローズ戦（明治神宮野球場）で、石堂克利から受けた死球で右手尺骨を骨折したため離脱し、1年目のシーズンは104試合、打率.224(330-74)、25本塁打、56打点という成績で終えた。
2004年に「5番・三塁手」で開幕スタメンの座を掴むが、打撃不振もあり種田仁に三塁手のレギュラーを奪われる。ベンチに回ったのはこれが人生で初めてで、離れた所から野球を見たおかげで発見することも多かったという。その後は石井琢朗の欠場時に出場することが多かった（この時は種田仁が二塁手として、二塁手のレギュラーであった内川聖一が遊撃手として回る）。オフの12月8日に入籍した。
2005年は打撃不振が続き、5月28日の対千葉ロッテマリーンズ5回戦（千葉マリンスタジアム・セ・パ交流戦）を迎える。この試合は指名打者が採用される試合で、村田は打順を9番に降格させられ、当時の牛島和彦監督から「9番の次は何番かわかっているか？」と問われると「1番ですか？」と答えたが、牛島に「アホか、次はないんじゃ！」と一喝された。この試合で、村田は9回に薮田安彦から決勝2点本塁打を打ち、ヒーローインタビューで「生死を懸けて打ちました」と発言。牛島に「ずっと9番に置いておこうかな」と言わしめ、このエピソードは愛称の「男・村田」を象徴するものとして知られることとなった。
2006年のシーズン開幕前には第1回ワールド・ベースボール・クラシック(WBC)エキシビション試合で、12球団選抜選手として出場し日本代表に選ばれた松坂から決勝点となる3点本塁打を左翼席へ放った。シーズンではこの年の6月から4番を打つようになり、故障者の多いチームの中で打率.266、34本塁打、114打点の活躍を見せたが、両リーグ最多の153三振も喫した。オフに開催された2006 日米野球のNPB選抜に選出され、第4戦（京セラドーム大阪）ではNPB選抜の4番に座って適時打を放ち、第5戦（ヤフードーム）ではジョン・ラッキーから本塁打を放った。
2007年は全試合に「4番・三塁手」でスタメン出場。2年連続となる30本塁打・100打点を達成したほか、打率・出塁率が前年より上昇し、三振を減少させた。36本塁打で、初の打撃タイトルとなる本塁打王を獲得した。4人が35本で並んでいた中、単独での本塁打王を決めたのは、奇しくも10月6日の広島東洋カープ戦（広島市民球場）、引退試合として登板した佐々岡真司からの1本であった。佐々岡が3ボール1ストライクの状態で投じた球は見送れば四球となるボール球だったが、村田は試合前に広島サイドから伝えられていた「佐々岡は真剣勝負をする。気持ちよくフルスイングで送り出してほしい」「展開次第では打ってもらって構わない」という言葉を思い出し強振した。同年12月に開催された、北京オリンピックアジア予選を兼ねたアジア野球選手権大会に日本代表として出場。この時は背番号25を新井貴浩に譲り、生年（昭和55年）でもある55を着けて出場した。
2008年は前年に引き続き開幕から「4番・三塁手」で出場。7月中に30本塁打に到達した。前半戦終了時点で本塁打数、長打率でトップに立つなどの活躍により、北京オリンピック野球日本代表に選出された。9月14日、オリンピック招集などの影響で数試合を欠場するも、自身初の40本塁打に到達。最終的に本塁打数を球団新記録となる46まで伸ばし、アレックス・ラミレス（巨人）と1本差で2年連続の本塁打王を獲得すると同時に、自身初の打率3割を記録した。吉村、内川とともに右打者のクリーンアップは低迷するチームの中にあって他チームの脅威とされた。
2009年からは横浜ベイスターズの選手会長を務めた。開幕前の3月に開催された第2回WBCの日本代表に選出された。同大会では初試合の対中国戦で2点本塁打を放つ。その2日後に行われた対韓国戦は「4番・三塁手」で出場し、金廣鉉から2試合連続となる3点本塁打を放つ。その後も調子が安定し、キューバ戦でも打点を挙げるが、第2ラウンドの韓国との順位決定戦で右足太腿裏の肉離れを起こして退場。決勝戦に向かうことができず、途中帰国となった。打率.320、2本塁打、7打点の成績で、日本代表が連覇を果たすと、グラウンドでの全員の記念撮影の後で内川が優勝トロフィーに村田の背番号25のユニホームを被せて持ち上げた。3月25日、成田空港で行われた帰国会見で再合流、原辰徳から遅れて金メダルを授与される。

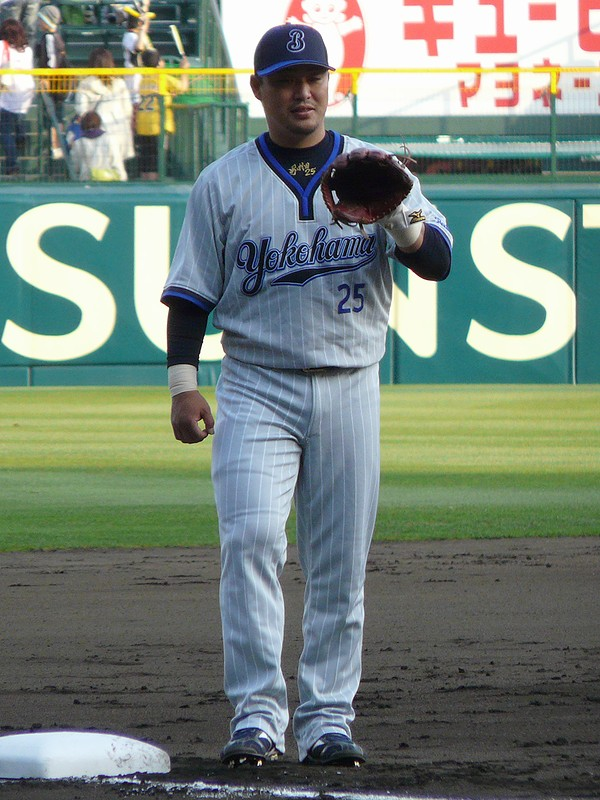
横浜時代（2009年）

帰国後の検査で全治6週間と診断され、同年の開幕を二軍で迎えたが、4月15日のイースタン・リーグのロッテ戦に「4番・指名打者」で出場、第1打席で本塁打を放ち、その後守備にもつき、4月21日に昇格した。7月28日の阪神タイガース戦で通算200本塁打を達成。体を締め付けられる感覚が苦手なため、サイズにかなり余裕を持たせたダボダボの大きなユニフォームを好んで着用するが、5月13日の読売ジャイアンツ（巨人）戦（横浜）では、9回裏に本来なら体に当たる球ではない内角球がユニフォームをかすり、死球と判定されてサヨナラ勝ちとなった。本人曰く「ユニフォームを大きめに作っておいてよかった」。その後も4番として活躍していたが、8月7日の中日ドラゴンズ戦（横浜）で走塁中に左足太腿裏を痛めて途中交代。翌日に降格した。検査で全治6-8週間の左大腿二頭筋の損傷と診断されたが、9月21日の阪神戦から復帰した。最終的に規定打席には届かなかったものの、25本塁打を記録した。
2010年は前年の怪我を踏まえて減量してシーズンに挑み全試合に4番で出場したが、26本塁打に終わった。この年に国内FA権を取得し動向が注目されたが、FA権を行使せず残留を表明。
2011年は主将に就任。全144試合に「4番・三塁手」として出場したほか、この年のオールスターでは代走でも出場した。シーズン最終戦で2本の本塁打を放ち、通算250本塁打と7年連続となる20本塁打を達成した。

### 巨人時代

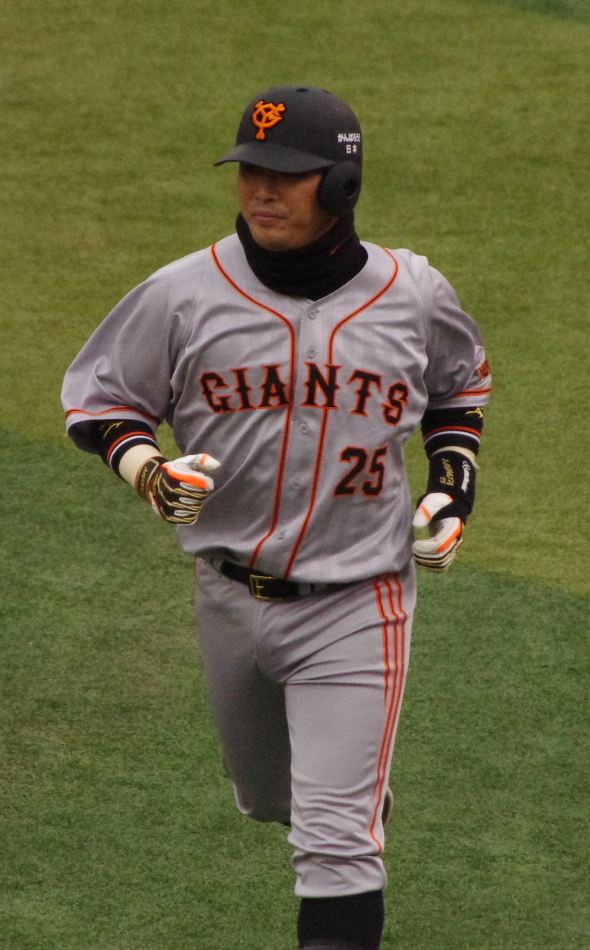
2012年3月24日

2011年12月8日に三塁手が穴であった読売ジャイアンツ（巨人）への移籍を発表し、13日には2年総額5億円（推定）で契約。背番号は横浜時代と同じ25。村田は巨人移籍の理由を「やっぱり勝ちたいという目標がありますし、来年から優勝争いをしたいという考えを捨てきれなかった」と説明した。また、10月18日の最終戦終了後に、愛車で球場を後にする際にファンから生卵を投げつけられ、その事件が横浜を離れる一因になったとも語っていた。
2012年5月1日、第76代4番打者に就く。同年8月30日の中日ドラゴンズ戦で自身5年ぶりの盗塁を決めた。ただ同年は、打撃不振から9月7日のヤクルト戦では2回で途中交代し、監督の原辰徳から「強制帰宅命令」が出された（この出典は「強制帰宅命令」のみ）。最終的に全試合出場は果たしたものの、打率.252、12本塁打、58打点、OPS.690、得点圏でも打率.230となった。また、自身2度目のベストナインを獲得した。オフの12月4日に発表された、第3回WBC日本代表候補選手34人の中に選ばれた。しかし、2013年2月20日には、WBCの最終メンバーの28人に選出されなかったことが発表された。この間の契約更改では、現状維持の推定年俸2億2000万円で更改。
2013年シーズン序盤は前年に引き続き打撃不振に苦しんだ。交流戦中の6月12日のオリックス・バファローズ戦（京セラドーム大阪）では8年ぶりに9番打者として出場した。この時は、グリップの位置を肩まで下げるように打撃フォームを改造したことが功を奏し、7月は自身初の月間打率4割などの成績で、2008年7月以来5年ぶり、巨人移籍以降では初の月間MVPを獲得。8月30日の対中日戦（東京ドーム）で当時セ・リーグタイ記録の月間45安打。翌31日の同カードで新記録の月間46安打を記録した。これで、2か月連続で月間MVPを獲得した。シーズン終盤まで争った最多安打のタイトルこそ逃したが、自己最多の164安打を記録し、3年ぶりの25本塁打、5年ぶり2度目の打率3割を達成した。また、前年に続きベストナインを獲得した。日本シリーズ終了後の秋季練習では監督の原辰徳から「生え抜きではないが、俺は修（修一）に（選手会長を）託そうと思っている。」と4年間務めた内海哲也の後の選手会長に任命され、第18代・選手会長に就任した。初代選手会長である長嶋茂雄以降は常に生え抜きの選手が務めてきたが、投手野手関係なく後輩を食事に連れて行くなどチームメイトの信頼も厚く、リーダーシップを発揮していたことが抜擢につながった。契約更改では新たに3年総額10億円（出来高払いを含む）で契約を結んだ。また、自身初めて三塁手部門でゴールデングラブ賞を受賞した。
2014年は7月5日までに11本塁打を放ち、通算300本塁打まであと1本としていたが、3試合連続無安打など成績不振から7月27日の対中日戦（ナゴヤドーム）で巨人移籍以降では初めて欠場し、現役選手では2位としていた横浜時代の2009年9月20日からの連続試合出場記録が676でストップした。8月1日の対広島戦（東京ドーム）で通算300本塁打を達成した。打撃面は、両リーグワーストの22併殺打を喫するなどした1年であった。同年オフの10月21日に、「日本プロ野球80周年記念試合」の阪神・巨人連合チームに選出されたことが発表された。同年11月6日、2年連続となる三塁手部門でゴールデングラブ賞を受賞した。3年契約の1年目を終え、現状維持の推定年俸3億円で契約を更改した。
2015年は開幕から調子が上がらず、特に得点圏打率は1割台に低迷した。5月20日に右太腿二頭筋肉離れ、9月にも右肘関節炎で2度の登録抹消も経験するなど苦しいシーズンとなり、移籍後初めて規定打席にも到達できず、本塁打数はプロ入り最低、打点もプロ入り後2番目に低い数字となった。3年契約の2年目を終え、現状維持の推定年俸3億円で契約を更改した。
2016年は開幕前に「本塁打を捨てる」と宣言し、本塁打数よりも打率3割を目標に臨んだ。オープン戦では2年目の岡本和真との三塁手争いから始まり、岡本の積極的な起用もあり代打での出場も多かったが、岡本が結果を残せなかったことにより開幕戦に7番・三塁手で出場した。その後もスタメンで出場を続け、6月15日の東北楽天ゴールデンイーグルス戦では9回に青山浩二からサヨナラ安打を放った。9月27日の対中日戦で10回に田島慎二から打った24号満塁本塁打は、3試合連続本塁打となり、2008年の横浜時代以来およそ8年ぶり、巨人移籍後初のサヨナラ本塁打となった。最終的に全試合出場に打率3割台（ともに3年ぶり）、25本塁打81打点はともにチームトップと打棒が復活したシーズンになった。また、2年ぶり3度目のゴールデングラブ賞を獲得、3年ぶり4度目のベストナインにも選出された。3年契約の3年目を終え、8000万円減となる推定年俸2億2000万円で契約を更改した。
2017年は開幕当初は新加入ケーシー・マギーが三塁手として先発起用されるようになり代打での起用が中心となっていたが、指名打者制度によってスタメン機会を得た交流戦の初戦5月30日に2安打スタート、6月1日から3試合連続本塁打を放った。球団ワースト13連敗を喫するほど低迷していたチームが、7月辺りから打線のテコ入れとしてマギーの二塁手へのコンバートを断行したため、再び村田が三塁手として先発起用されるようになり、規定打席には到達できなかったものの最終的に打率.262、14本塁打、58打点を記録した。最終的に自身2度目となるFA権を取得したが、オフの10月13日に戦力外通告を受けた。巨人GMの鹿取義隆は「チームの若返りを図るために苦渋の決断をした」「FA移籍では補償が発生する。自由契約の方が選択肢が広がる。これだけ貢献してくれた選手に対するせめてもの誠意」と説明し、村田も納得した。日本大学の後輩である長野久義は一報を受けて涙を流したという。12月2日付で、自由契約選手として公示された。しかし、鹿取らの思いとは裏腹に、所属は決まらない状況が続いていた。

### 独立リーグ・栃木時代
2018年1月には、NPBにこだわらず国内の独立リーグでのプレーも視野に入れていると報じられた。四国アイランドリーグplus・香川オリーブガイナーズの監督を務めていた西田真二は、これに応じて村田にオファーを出したが、縁はなかったとウェブ連載コラムで記している。
3月5日、ルートインBCリーグ・栃木ゴールデンブレーブスに入団が決定した。背番号はNPB所属時代と変わらず25を引き続き着用する。7月末までのNPB復帰を目指す方針であると報じられた。栃木球団を選んだ理由は、栃木県は妻の地元であり、大学時代の恩師である鈴木博識の出身地ということで、自分と縁のある場所であったからと明かしている。
公式戦には4月7日の開幕戦から出場するも、右足ふともも裏を負傷し4月中旬から約2週間欠場した。5月11日から13日に行われた、古巣巨人の三軍との交流戦では「男・村田祭り」と銘打ち特別企画が開催された他、5月12日の試合では移籍第1号となる逆転本塁打を放ち勝利に貢献した。ケガから回復後は、リーグの6月月間MVP野手部門を受賞するなど好調を維持していたが、NPBの契約期限である7月31日までにNPB球団からの声はかからなかった。8月1日に記者会見を開き、けじめとして同年いっぱいはブレーブスでプレイするとし、翌年の現役続行については「難しい」としつつも、シーズン途中と言うことで「その二文字（引退）は言いたくない」と明言しなかった。
9月9日、シーズン最終戦である群馬ダイヤモンドペガサス戦終了後のセレモニーで、正式に現役引退を発表し、「心からBCリーグに来て1年間、野球ができてよかったと思っています。今日をもって私は現役を引退します」と挨拶。横浜時代の監督の大矢明彦が駆け付け花束贈呈とともに労いの言葉を贈られると村田は涙を見せていた。この年、リーグベストナイン（三塁手）に選出された。
9月28日にはNPB時代の古巣、巨人対DeNA戦（東京ドーム）の試合前に引退セレモニーが行われた。自身の背番号「25」を受け継いだDeNAの筒香嘉智と巨人の岡本和真から花束を贈られ、両チームのファンや関係者に感謝の言葉を述べた。試合後には場内を一周し、巨人時代と横浜時代の応援歌が鳴り響いた。最後は自身が長らく守っていた三塁ベース付近で両チームの選手に胴上げされ、5度宙に舞った。

### 現役引退後

#### 巨人コーチ時代
2018年11月7日、2019年から巨人のファーム打撃コーチを務めることが発表された。背番号は75。その後1月19日、内野守備コーチを兼務し、ファーム打撃兼内野守備コーチと役職が変更され、さらに10月16日には、鈴木尚広一軍外野守備走塁コーチが一身上の都合により同日付で退団した影響で、一軍打撃コーチに配置転換となった。
2020年は二軍野手総合コーチを担当。9月16日から10月1日までは、元木大介一軍ヘッドコーチが虫垂炎のため緊急入院した影響で、阿部慎之助二軍監督が一軍ヘッドコーチ代行になったことにより、二軍監督代行を務めた。
その後2021年は、一軍野手総合コーチ、2022年は一軍打撃兼内野守備コーチを務め、同年10月6日、退任が発表された。

#### ロッテコーチ時代
11月24日、2023年から千葉ロッテマリーンズの一軍打撃コーチを務めることが発表された。背番号は71。契約満了により、2024年をもって退団した。

#### DeNAコーチ時代
11月5日、2025年から横浜DeNAベイスターズとコーチを契約を結ぶことが発表された。同球団へは14年ぶりの復帰となり、チーム統括本部長の萩原龍大は、「我々の球団からFAした時とは、今の彼は全然別の人だと感じた」「歴史的な経緯というのは、過去はずっとあったと思うんですけど、今は気にしていないというか。コーチとして優秀かどうか。いいコーチとして、招いた」と招聘理由を説明している。後日、一軍・二軍の区別のない野手コーチを務めることが発表された。背番号は71。また、4月22日からは大村巌と共にスコアラー兼任となった。

## 選手としての特徴

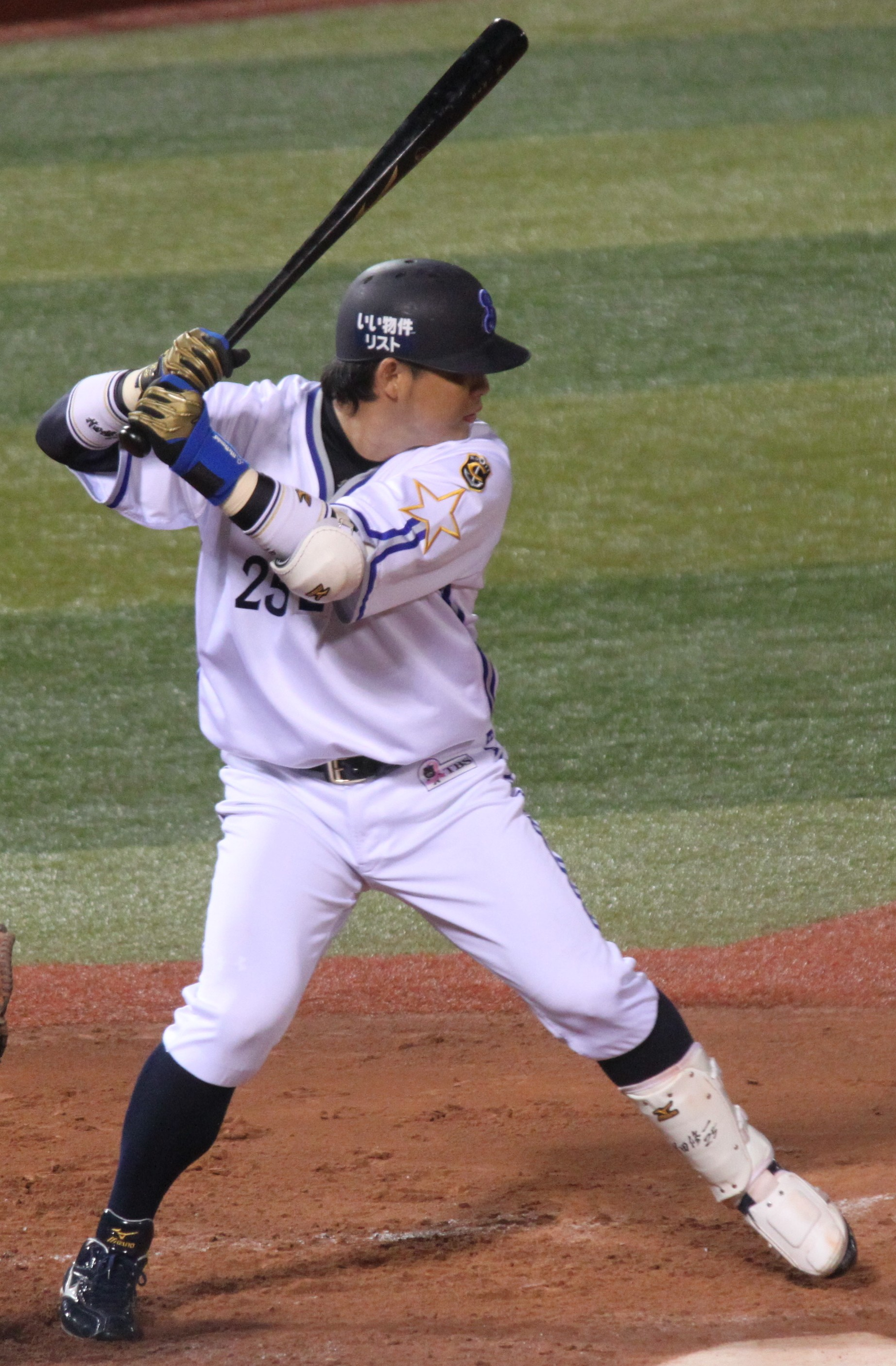
村田修一の打撃フォーム（2011年 横浜）

広角打法を心得ており、右方向にも本塁打を放つ技術がある。2011年は本塁打の35パーセントを右方向に放った。
構えの際はあまり頭を動かさないことを大事にしている。
三塁守備は巧みなグラブ捌きや体型に見合わぬ軽快なフットワーク、安定した送球に定評があり、名手とも称される。巨人所属時代は当時の監督だった原と高橋由伸の両名からも信頼されており、ゴールデングラブ賞を3度獲得した。しかし、巨人所属時代晩年の4年間はセイバーメトリクスの指標（UZR）上ではマイナス評価を示している。
森本稀哲は上原浩治の公式YouTubeチャンネルにて、松坂世代ベストナインの三塁手として村田を挙げ、「守備もうまく、ホームランバッターでありながらチームバッティングもできる」と評した。
横浜で担当スカウトだった中塚政幸は村田について、もともと打撃に粗さはあったが、考える能力が非常に高く軌道修正が利く選手だったと語っている。

## 人物
愛称は「男・村田」、「シュウ」など。
「男・村田」という愛称のように、グラウンドでは堂々とした立ち居振る舞いを見せる選手だったが、野球に対しては生真面目で繊細な一面もあった。強面な見た目から近寄りがたいイメージを持たれることもあるが、面倒見が良く慕われる人柄でもある。その姿勢はBCリーグに行ってからも変わらなかった。
松坂世代と呼ばれた野球選手の一人であり、前述のとおり高校で投手を諦め大学から野手に転向したのも高校時代に松坂大輔と投げ合ったことがきっかけで。プロに入ってからも「投手は大輔、野手は村田と言われるようになりたい」と奮起してきた。また、第3回AAAアジア野球選手権大会日本代表の頃からの親友の杉内俊哉や、高校時代から何度も対戦した實松一成、大学時代に寮では同部屋で過ごし苦楽を共にした館山昌平など、多くの松坂世代と呼ばれる選手たちと深い絆を築いてきた。
2017年オフに巨人を戦力外になり村田を獲得する球団が現れなかったことから、親分肌な村田のイメージが独り歩きし世間では「素行不良」などと悪評を流されることもあった。当時、村田の移籍先としてヤクルトが有力視されていたが、ヤクルトで当時監督だった小川淳司は「村田がいると、つい使いたくなってしまう。しかし、それでは若手が育たない」と若手育成方針から村田の獲得を見送った。村田が引退する際、野球解説者の伊原春樹は巨人の球団編成本部シニアアドバイザーを務めていた身として「野球に懸ける情熱もあり、ほかの球団が獲得しても絶対にマイナスになることはなく、若手選手の手本にもなると思っていただけに、余力を残しながらの引退は非常に残念だ」と惜しみつつ人物評を語る内容を野球雑誌に残していた。
村田の引退試合では、同じ松坂世代で元チームメイトの矢野謙次、實松一成から「いろいろなことを言われて、つらく、そして悔しかったと思います。でもそんな男に元チームメイトから、これだけの賛同は絶対に集まりません。これが俺たちの気持ちです」というメッセージが送られ、矢野と實松が発起人となり巨人の総勢28名の選手たちからもメッセージとフラワーボードが届けられた。引退試合に駆け付けた横浜時代の監督の大矢明彦は「そもそも4番なんて我が強くないと務まらない。誰が何を言っているか知らないが、俺はずっと村田が好きだったね。生意気なぐらいでいいんだよ。事実、あいつはチームを支えてくれた。大黒柱だったよ」と尾ひれがついて広まった世間の噂を一蹴し、村田を労った。また、若手時代から村田の打撃指導をしてきた田代富雄は「若い頃から無駄口をたたかずに黙々と野球をしていた。弱音を吐かずにいつも前向きにプレーしていたし、そういう姿勢を周りが見ていた。」と変わらず真面目に野球に取り組んだその姿勢を称えた。

### 背番号『25』
大学時代からプロを経て栃木ゴールデンブレーブスで引退するまで背番号はずっと「25」を着けた。日大で同期だった館山昌平は、プロ入りする際に村田が横浜でも25を着けることを知り、館山にとって日大時代から村田が特別な存在だったこともあり、館山もヤクルトに入団する際には背番号25を選んだ。また、高校時代にバッテリーを組み、大学でも共にプレーした大野隆治も入団したダイエーでは背番号25を着け、日大同期3人がプロ野球で揃って背番号25を着けていた。村田が横浜から巨人に移籍した2012年からは、横浜では村田のことを慕う筒香嘉智が背番号を8から25に変更し受け継ぎ、巨人を退団してからは幼い頃から村田に憧れ慕う岡本和真が受け継いだ。その後の2人の活躍に村田は喜び、「他の選手が着ける時には、『今度はお前の番号になるように頑張れ』と渡して欲しいと思いますね」と語っていた。

### 応援歌
横浜ベイスターズ時代に村田の個人応援歌として使用された「鍛えたそのパワー」の歌い出しで始まる歌は、2021年に横浜の後身球団である横浜DeNAベイスターズに入団した牧秀悟の個人応援歌として使用されている。なお、この応援歌は球団名が「横浜大洋ホエールズ」だった1989年に「谷繁元信選手のテーマ」（作詞：平タケル、作曲：杉本正毅、編曲：除村正人）として制作されたものである。また、新人年の2003年に発売された球団公式応援歌CDには、その曲とは別の応援歌が「村田修一のテーマ」として収録されている。

### 慈善活動
長男が早産による未熟児でNICU（新生児集中医療室）に入院した経験から、横浜在籍時の2008年に新生児医療の支援を開始。NICUを持つ病院への寄付金の贈呈や、入院中の子供たちを慰問したり球場に招待するなど新生児医療を支援を続けてきた。
2013年までは、1打点につき1万円を積み立ててきたが、翌年からは1安打で1万円を積み立てるとのこと。2014年オフには成績とは別に約200万を寄付している。

### 村田と引退試合
他の選手の引退試合で活躍することが多く、「ミスター引退試合」「引退試合クラッシャー」などと呼ばれプロ野球ファン以外からも人気がある。
前述の通り佐々岡の引退試合で佐々岡から本塁打を放ったほか、矢野燿大の引退試合では、9回二死時点で阪神がリードしている場合のみ矢野が出場することになっていたが、9回に逆転3点本塁打を放ち引退する矢野を出場させなかった。この際、サンテレビの実況を担当した湯浅明彦が「行くな！行くな！超えるな！」と絶叫、インターネット上で話題となる。引退後フジテレビ系列の『ジャンクSPORTS』に出演した際に前述の実況と共にこのシーンを振り返り、「三振するつもりで軽く振ったら(ボールが)当たって入ってしまった」「リラックスしすぎて理想的なスイングになってしまっている」「行くな行くなヤバイと思いながら(グラウンドを)走っていた」と語った。矢野は試合終了後に引退セレモニーのみを行い、村田は横浜の選手会長として矢野に花束を渡した。
このほかヤクルトの真中満・度会博文・小野公誠・河端龍の引退試合で7回に同点3点本塁打を放ち、中日・英智の現役最終試合でも4打数3安打1本塁打の活躍でチームの勝利と日本シリーズ進出に貢献している。
一方で鈴木健の引退試合では鈴木の打ったファウルフライを敢えて見逃し、ヒットをお膳立てする配慮を見せている（この試合でも9回に本塁打を放った）。背景には村田が熾烈な本塁打王競争を繰り広げていることがあり、実際に佐々岡引退試合での本塁打・ヤクルト4選手の引退試合での本塁打は村田の（単独での）本塁打王を確定させる一打となっている。

### その他のエピソード
横浜時代の2008年、チームの先輩である三浦大輔とともに『ジャンクSPORTS』（2008年11月23日放送回）に出演した際、野球ゲーム内での自分のキャラクターの守備能力があまりにも低く、そのことでゲームのプレー中に憤慨した後輩の吉村裕基から（自分のキャラを）「動けデブ！」と罵倒され、ショックを受けた旨を述べている。

## 詳細情報

### 年度別打撃成績
| 年 度      | 球 団      | 試 合 | 打 席 | 打 数 | 得 点 | 安 打 | 二 塁 打 | 三 塁 打 | 本 塁 打 | 塁 打 | 打 点 | 盗 塁 | 盗 塁 死 | 犠 打 | 犠 飛 | 四 球 | 敬 遠 | 死 球 | 三 振 | 併 殺 打 | 打 率 | 出 塁 率 | 長 打 率 | O P S |
| ---------- | ---------- | ----- | ----- | ----- | ----- | ----- | -------- | -------- | -------- | ----- | ----- | ----- | -------- | ----- | ----- | ----- | ----- | ----- | ----- | -------- | ----- | -------- | -------- | ----- |
| 2003       | 横浜       | 104   | 373   | 330   | 48    | 74    | 11       | 0        | 25       | 160   | 56    | 3     | 3        | 3     | 2     | 26    | 0     | 12    | 111   | 6        | .224  | .303     | .485     | .788  |
| 2004       | 横浜       | 116   | 369   | 326   | 43    | 79    | 17       | 0        | 15       | 141   | 38    | 2     | 3        | 0     | 2     | 30    | 1     | 11    | 84    | 10       | .242  | .325     | .433     | .758  |
| 2005       | 横浜       | 136   | 539   | 477   | 60    | 120   | 32       | 2        | 24       | 228   | 82    | 1     | 1        | 3     | 4     | 44    | 6     | 11    | 124   | 15       | .252  | .326     | .478     | .804  |
| 2006       | 横浜       | 145   | 611   | 545   | 83    | 145   | 30       | 3        | 34       | 283   | 114   | 1     | 0        | 4     | 10    | 39    | 0     | 13    | 153   | 11       | .266  | .325     | .519     | .844  |
| 2007       | 横浜       | 144   | 615   | 526   | 94    | 151   | 30       | 1        | 36       | 291   | 101   | 1     | 1        | 0     | 9     | 65    | 7     | 15    | 117   | 14       | .287  | .376     | .553     | .929  |
| 2008       | 横浜       | 132   | 554   | 489   | 89    | 158   | 25       | 2        | 46       | 325   | 114   | 0     | 1        | 0     | 3     | 55    | 2     | 7     | 113   | 10       | .323  | .397     | .665     | 1.062 |
| 2009       | 横浜       | 93    | 369   | 343   | 45    | 94    | 16       | 1        | 25       | 187   | 69    | 0     | 1        | 0     | 0     | 21    | 2     | 5     | 80    | 7        | .274  | .325     | .545     | .870  |
| 2010       | 横浜       | 144   | 617   | 565   | 75    | 145   | 30       | 0        | 26       | 253   | 88    | 0     | 0        | 0     | 3     | 45    | 3     | 4     | 124   | 19       | .257  | .314     | .448     | .762  |
| 2011       | 横浜       | 144   | 592   | 530   | 65    | 134   | 28       | 1        | 20       | 224   | 70    | 0     | 0        | 0     | 6     | 44    | 4     | 12    | 103   | 19       | .253  | .321     | .423     | .744  |
| 2012       | 巨人       | 144   | 575   | 516   | 49    | 130   | 27       | 0        | 12       | 193   | 58    | 1     | 3        | 2     | 6     | 36    | 3     | 15    | 85    | 16       | .252  | .316     | .374     | .690  |
| 2013       | 巨人       | 144   | 595   | 519   | 76    | 164   | 26       | 0        | 25       | 265   | 87    | 1     | 1        | 6     | 7     | 50    | 1     | 13    | 74    | 11       | .316  | .385     | .511     | .896  |
| 2014       | 巨人       | 143   | 575   | 519   | 49    | 133   | 17       | 0        | 21       | 213   | 68    | 2     | 2        | 0     | 4     | 39    | 1     | 13    | 83    | 22       | .256  | .322     | .410     | .732  |
| 2015       | 巨人       | 103   | 370   | 330   | 33    | 78    | 9        | 0        | 12       | 123   | 39    | 1     | 1        | 2     | 2     | 28    | 2     | 8     | 65    | 12       | .236  | .310     | .373     | .683  |
| 2016       | 巨人       | 143   | 576   | 529   | 58    | 160   | 32       | 0        | 25       | 267   | 81    | 1     | 3        | 2     | 2     | 38    | 0     | 5     | 83    | 21       | .302  | .354     | .505     | .859  |
| 2017       | 巨人       | 118   | 424   | 381   | 41    | 100   | 19       | 0        | 14       | 161   | 58    | 0     | 0        | 1     | 2     | 34    | 0     | 6     | 63    | 15       | .262  | .331     | .423     | .754  |
| 通算：15年 | 通算：15年 | 1953  | 7754  | 6925  | 908   | 1865  | 349      | 10       | 360      | 3314  | 1123  | 14    | 20       | 23    | 62    | 594   | 32    | 150   | 1462  | 208      | .269  | .337     | .479     | .816  |

- 各年度の太字はリーグ最高

### WBCでの打撃成績
| 年 度 | 代 表 | 試 合 | 打 席 | 打 数 | 得 点 | 安 打 | 二 塁 打 | 三 塁 打 | 本 塁 打 | 塁 打 | 打 点 | 盗 塁 | 盗 塁 死 | 犠 打 | 犠 飛 | 四 球 | 敬 遠 | 死 球 | 三 振 | 併 殺 打 | 打 率 | 出 塁 率 | 長 打 率 |
| ----- | ----- | ----- | ----- | ----- | ----- | ----- | -------- | -------- | -------- | ----- | ----- | ----- | -------- | ----- | ----- | ----- | ----- | ----- | ----- | -------- | ----- | -------- | -------- |
| 2009  | 日本  | 7     | 29    | 25    | 4     | 8     | 0        | 0        | 2        | 14    | 7     | 0     | 0        | 0     | 1     | 1     | 0     | 2     | 6     | 0        | .320  | .379     | .560     |

### 年度別守備成績
| 年 度 | 球 団 | 一塁  | 一塁  | 一塁  | 一塁  | 一塁  | 一塁     | 二塁  | 二塁  | 二塁  | 二塁  | 二塁  | 二塁     | 三塁  | 三塁  | 三塁  | 三塁  | 三塁  | 三塁     |
| 年 度 | 球 団 | 試 合 | 刺 殺 | 補 殺 | 失 策 | 併 殺 | 守 備 率 | 試 合 | 刺 殺 | 補 殺 | 失 策 | 併 殺 | 守 備 率 | 試 合 | 刺 殺 | 補 殺 | 失 策 | 併 殺 | 守 備 率 |
| ----- | ----- | ----- | ----- | ----- | ----- | ----- | -------- | ----- | ----- | ----- | ----- | ----- | -------- | ----- | ----- | ----- | ----- | ----- | -------- |
| 2003  | 横浜  | -     | -     | -     | -     | -     | -        | 65    | 129   | 191   | 8     | 41    | .976     | 41    | 24    | 46    | 6     | 0     | .921     |
| 2004  | 横浜  | 1     | 1     | 0     | 0     | 0     | 1.000    | -     | -     | -     | -     | -     | -        | 90    | 50    | 148   | 11    | 11    | .947     |
| 2005  | 横浜  | -     | -     | -     | -     | -     | -        | -     | -     | -     | -     | -     | -        | 136   | 83    | 245   | 15    | 20    | .956     |
| 2006  | 横浜  | -     | -     | -     | -     | -     | -        | -     | -     | -     | -     | -     | -        | 145   | 94    | 251   | 15    | 16    | .958     |
| 2007  | 横浜  | -     | -     | -     | -     | -     | -        | -     | -     | -     | -     | -     | -        | 144   | 80    | 249   | 18    | 10    | .948     |
| 2008  | 横浜  | -     | -     | -     | -     | -     | -        | -     | -     | -     | -     | -     | -        | 132   | 88    | 267   | 16    | 27    | .957     |
| 2009  | 横浜  | -     | -     | -     | -     | -     | -        | -     | -     | -     | -     | -     | -        | 92    | 52    | 141   | 10    | 11    | .951     |
| 2010  | 横浜  | -     | -     | -     | -     | -     | -        | -     | -     | -     | -     | -     | -        | 143   | 85    | 229   | 10    | 11    | .969     |
| 2011  | 横浜  | -     | -     | -     | -     | -     | -        | -     | -     | -     | -     | -     | -        | 144   | 95    | 248   | 13    | 17    | .963     |
| 2012  | 巨人  | -     | -     | -     | -     | -     | -        | -     | -     | -     | -     | -     | -        | 139   | 87    | 252   | 13    | 15    | .963     |
| 2013  | 巨人  | -     | -     | -     | -     | -     | -        | -     | -     | -     | -     | -     | -        | 144   | 88    | 234   | 11    | 19    | .967     |
| 2014  | 巨人  | 1     | 2     | 0     | 0     | 0     | 1.000    | -     | -     | -     | -     | -     | -        | 141   | 73    | 229   | 9     | 21    | .971     |
| 2015  | 巨人  | 10    | 36    | 1     | 0     | 1     | 1.000    | -     | -     | -     | -     | -     | -        | 97    | 57    | 174   | 13    | 10    | .947     |
| 2016  | 巨人  | 21    | 44    | 4     | 0     | 3     | 1.000    | -     | -     | -     | -     | -     | -        | 143   | 70    | 241   | 15    | 22    | .954     |
| 2017  | 巨人  | 30    | 224   | 16    | 1     | 20    | .996     | -     | -     | -     | -     | -     | -        | 71    | 63    | 114   | 6     | 13    | .967     |
| 通算  | 通算  | 62    | 306   | 21    | 1     | 24    | .996     | 65    | 129   | 191   | 8     | 41    | .976     | 1712  | 1015  | 2814  | 164   | 222   | .958     |

- 各年度の太字はリーグ最高
- 太字年はゴールデングラブ賞受賞

### タイトル
NPB
- 本塁打王：2回（2007年、2008年）

### 表彰
NPB
- ベストナイン：4回（三塁手部門：2008年、2012年、2013年、2016年）
- ゴールデングラブ賞：3回（三塁手部門：2013年、2014年、2016年）
- 月間MVP：4回（2003年9月、2008年7月、2013年7月、2013年8月）
- 優秀JCB・MEP賞：3回（2003年、2006年、2007年）
- セ・リーグ連盟特別表彰：1回（スピードアップ賞：2011年）
- ヤナセ ジャイアンツMVP賞：1回（2013年）[129]
- アットホーム クラッチヒーロー・オブ・ザ・イヤー：1回（2013年）[130]
- 月間アットホームヒーロー賞：3回（2013年8月、2015年9・10月、2016年9・10月）[注 7]
- 福岡市スポーツ栄誉賞（2009年）[131]
- ベスト・ファーザー イエローリボン賞 in 「プロ野球部門」（2010年）

### 記録

#### NPB
初記録
- 初出場：2003年3月28日、対阪神タイガース1回戦（横浜スタジアム）、9回表に古木克明に代わり三塁手で出場
- 初先発出場：2003年4月1日、対読売ジャイアンツ1回戦（東京ドーム）、7番・二塁手で先発出場
- 初打席・初安打：同上、2回表に桑田真澄から左前安打
- 初三振：同上、9回表に河原純一の前に空振り三振
- 初本塁打・初打点：2003年4月2日、対読売ジャイアンツ2回戦（東京ドーム）、5回表に高橋尚成から左越ソロ
- 初死球：2003年4月12日、対ヤクルトスワローズ2回戦（横浜スタジアム）、6回裏に成本年秀から
- 初盗塁：2003年5月7日、対広島東洋カープ6回戦（横浜スタジアム）、2回裏に重盗での本盗（投手：アラン・ニューマン、捕手：石原慶幸）

節目の記録
- 100本塁打：2007年4月10日、対東京ヤクルトスワローズ1回戦（横浜スタジアム）、5回裏に石川雅規から左越逆転決勝3ラン ※史上248人目
- 150本塁打：2008年6月9日、対北海道日本ハムファイターズ4回戦（横浜スタジアム）、5回裏にライアン・グリンから右越2ラン ※史上147人目
- 200本塁打：2009年7月28日、対阪神タイガース13回戦（阪神甲子園球場）、1回表に安藤優也から左越先制3ラン ※史上93人目
- 1000試合出場：2010年9月19日、対広島東洋カープ22回戦（横浜スタジアム）、4番・三塁手で先発出場 ※史上437人目
- 1000安打：2011年5月18日、対埼玉西武ライオンズ2回戦（西武ドーム）、6回表に石井一久から左前二塁打 ※史上264人目
- 1000三振：2011年9月29日、対読売ジャイアンツ20回戦（横浜スタジアム）、4回裏に小野淳平の前に空振り三振 ※史上52人目
- 250本塁打：2011年10月22日、対読売ジャイアンツ24回戦（東京ドーム）、2回表に澤村拓一から右越先制ソロ ※史上57人目
- 100死球：2012年8月17日、対広島東洋カープ16回戦（東京ドーム）、8回裏に梅津智弘から ※史上20人目
- 1500試合出場：2014年6月3日、対福岡ソフトバンクホークス1回戦（福岡 ヤフオク!ドーム）、6番・三塁手で先発出場 ※史上182人目
- 300本塁打：2014年8月1日、対広島東洋カープ12回戦（東京ドーム）、5回裏に前田健太から中越ソロ ※史上40人目
- 1500安打：2014年8月27日、対阪神タイガース20回戦（東京ドーム）、1回裏に岩田稔から右越3ラン ※史上117人目
- 1000打点：2016年6月25日、対横浜DeNAベイスターズ10回戦（横浜スタジアム）、4回表に石田健大から左越2ラン ※史上43人目
- 350本塁打：2017年6月3日、対オリックス・バファローズ2回戦（東京ドーム）、6回裏に松葉貴大から左越満塁本塁打 ※史上29人目[132]
- 150死球：2017年9月1日、対横浜DeNAベイスターズ21回戦（横浜スタジアム）、8回表に平田真吾から ※史上4人目

その他の記録
- 新人月間10本塁打：2003年9月 ※新人史上最多
- 1イニング2三振：2004年8月21日、対中日ドラゴンズ10回戦（ナゴヤドーム）、4回表に記録 ※セ・リーグ史上26人目
- 交流戦史上初サヨナラ適時打：2005年5月6日、対千葉ロッテマリーンズ1回戦（横浜スタジアム）、9回裏に小林雅英から左前適時打
- 3打席連続本塁打
  - 2008年6月21日・23日、対埼玉西武ライオンズ4回戦（横浜スタジアム）、帆足和幸、アレックス・グラマン、石井一久から
  - 2008年9月13日・14日、対中日ドラゴンズ22回戦（横浜スタジアム）、齊藤信介、山内壮馬から
- 5試合連続本塁打：2008年7月15日 - 19日（15日 - 17日：対広島東洋カープ戦、18・19日：読売ジャイアンツ戦）
- 全球団から本塁打：2012年8月4日、対横浜DeNAベイスターズ12回戦（横浜スタジアム）、5回表に福田岳洋から左越2ラン ※史上24人目
- 月間32得点：2013年8月 ※セ・リーグ記録、広瀬叔功（1964年5月）、柳田悠岐（2020年7月）と並び日本タイ記録
- クライマックスシリーズ通算6死球 ※歴代1位
- オールスターゲーム出場：5回（2006年、2008年、2011年、2012年、2014年）

### 独立リーグでの打撃成績
| 年 度     | 球 団     | 試 合 | 打 数 | 得 点 | 安 打 | 二 塁 打 | 三 塁 打 | 本 塁 打 | 塁 打 | 打 点 | 三 振 | 四 球 | 死 球 | 犠 打 | 犠 飛 | 盗 塁 | 失 策 | 併 殺 打 | 打 率 | 出 塁 率 | 長 打 率 | O P S |
| --------- | --------- | ----- | ----- | ----- | ----- | -------- | -------- | -------- | ----- | ----- | ----- | ----- | ----- | ----- | ----- | ----- | ----- | -------- | ----- | -------- | -------- | ----- |
| 2018      | 栃木      | 60    | 210   | 34    | 72    | 6        | 0        | 14       | 120   | 62    | 24    | 29    | 9     | 0     | 6     | 0     | 5     | 9        | .343  | .433     | .571     | 1.004 |
| 通算：1年 | 通算：1年 | 60    | 210   | 34    | 72    | 6        | 0        | 14       | 120   | 62    | 24    | 29    | 9     | 0     | 6     | 0     | 5     | 9        | .343  | .433     | .571     | 1.004 |

- 各年度の太字はリーグ最高

### 独立リーグでのタイトル・表彰
表彰
- 月刊MVP：1回（2018年6月・野手部門[133]）
- ベストナイン：1回（三塁手部門：2018年[134]）

### 背番号
- 25（2003年 - 2018年）[114]
  - 55（2007年アジア野球選手権大会、2008年北京オリンピック）
- 75（2019年[73] - 2022年）
- 71（2023年[83][88] - ）

### 登場曲
- 「S&M」Rihanna（2012年）
- 「Turn Around (5,4,3,2,1)」Flo Rida（2013年 - 2015年）
- 「Let the Bass Go」Snoop Dogg（2015年）
- 「Sugar」Maroon 5（2016年 - 2017年）
- 「My House」Flo Rida（2018年）[135]

### アマチュア時代の戦績・記録
- 1998年 - 第70回選抜高等学校野球大会3回戦敗退
- 1998年 - 第80回全国高等学校野球選手権大会1回戦敗退
- 2001年・2002年 - 日米大学野球選手権大会日本代表
- 2001年 - 全日本大学野球選手権大会準優勝
- 2002年 - 世界大学野球選手権大会日本代表として3位入賞
  - 同チームの指揮官は山中正竹法大野球部監督。山中は村田のプロ入りと同時期にベイスターズ取締役就任
- 東都リーグベストナイン三塁手4回

### 代表歴
- 2008年北京オリンピックの野球競技・日本代表
- 2009 ワールド・ベースボール・クラシック日本代表

## 連載
- 男・村田の栃木便り（2018年4月18日[136] - 、東京スポーツ） – 不定期連載